# 地球爭霸戰
《地球爭霸戰》（英語：The War of the Worlds）是1953年美國科幻電影，由拜倫·哈斯金執導，吉恩·巴瑞和安·羅賓森主演。劇情改編自英國作家H·G·威爾斯的同名小說，但故事背景從原著中維多利亞時代的倫敦改至1950年代的美國加州。
該作上映後獲得第26届奧斯卡最佳視覺效果獎:42，也對後來的科幻電影產生影響。

## 演員
- 吉恩·巴瑞（英语：Gene Barry） 飾 克萊頓·弗雷斯特博士（英语：Doctor Clayton Forrester (The War of the Worlds)）
- 安·羅賓森（英语：Ann Robinson） 飾 Sylvia van Buren
- 莱斯·崔梅恩（英语：Les Tremayne） 飾 曼恩將軍
- 罗伯特·科恩斯韦特（英语：Robert Cornthwaite (actor)） 飾 Pryor博士
- Sandro Giglio（德语：Sandro Giglio） 飾 Bilderbeck博士
- Housely Stevenson Jr.（德语：Housely Stevenson junior） 飾 曼恩的助手
- 保罗·费斯（英语：Paul Frees） 飾 電台記者

## 製作

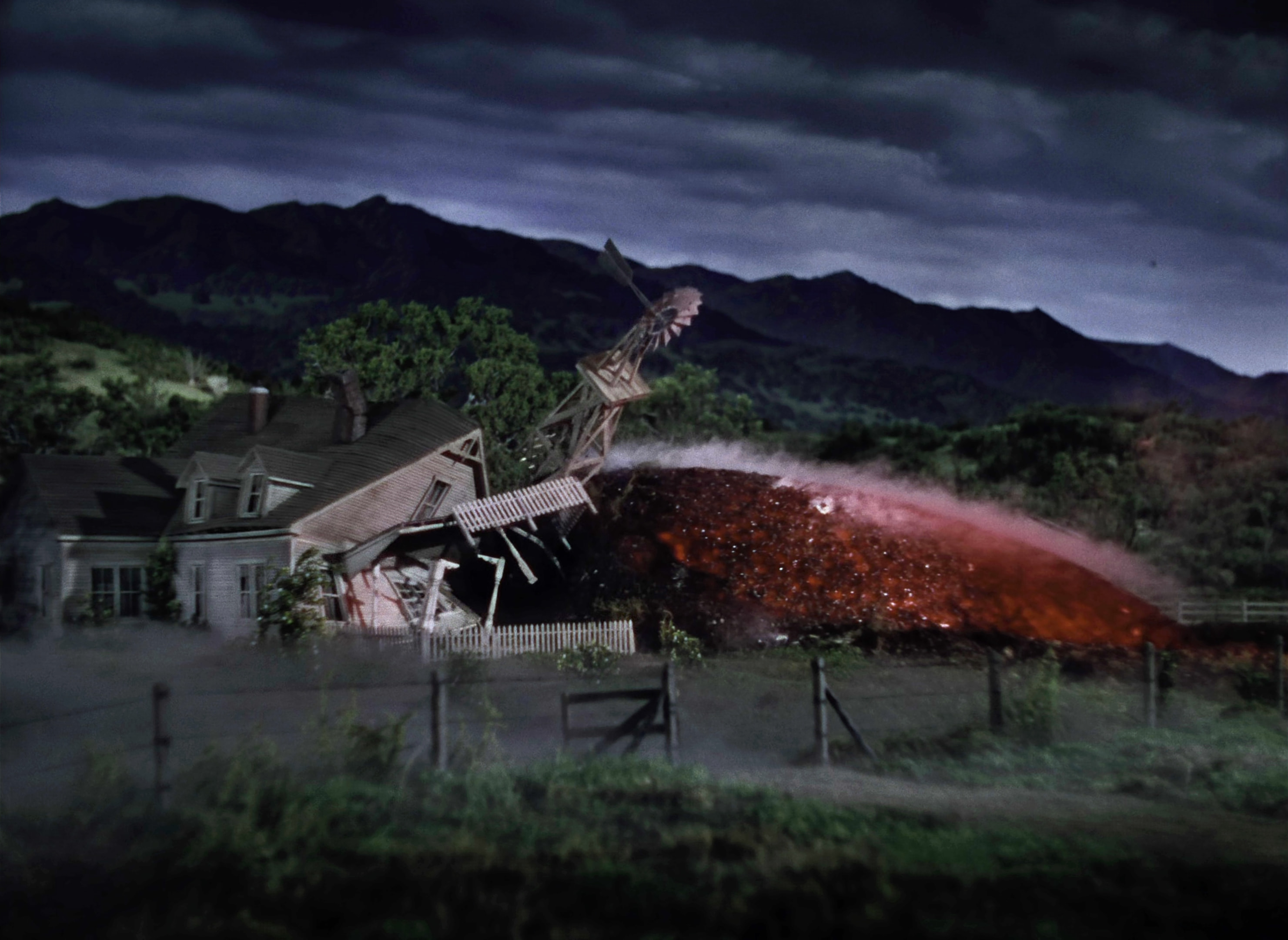
電影劇照

該片200萬美元預算的四分之三都是花在視覺特效上；特效總監高登·詹寧斯費時6個月打造出影片的布景和特效。在拍攝原子彈爆炸的場景時，劇組是使用一堆飛散的彩色粉末來模擬原子彈在飛船上爆炸的效果。而在拍攝飛船炸毀洛杉磯市政廳的場景時，劇組實際上炸毀了一座1.8米高的大樓模型。
片中的火星人造型就像是發育不良的矮樹一樣，其服裝是用橡膠和紙製造的。

## 榮譽及影響
《地球爭霸戰》上映後獲提名第26屆奧斯卡金像獎的三個獎項：最佳視覺效果、最佳混音和最佳剪輯，最終贏得了最佳視覺效果獎。
至2005年，被名導史蒂芬·史匹柏翻拍為同名電影。
2011年，與《沉默的羔羊》、《孤兒流浪記》等電影一同被美国国家电影保护局所永久典藏。

## 外部連結
- 互联网电影数据库（IMDb）上《地球爭霸戰》的资料（英文）
- TCM电影资料库上《地球爭霸戰》的资料（英文）
- 爛番茄上《地球爭霸戰》的資料（英文）
- 美国电影学会目录上的《地球爭霸戰》（英文）
- 时光网上《地球爭霸戰》的資料（简体中文）